# Agim Zajmi
Agim Zajmi, född den 28 november 1936 i Tirana i Albanien, död den 3 november 2013 i Tirana i Albanien, var en albansk målare. Han utbildade sig till scenograf i Leningrad, nuvarande Sankt Petersburg, åren 1957-1961. Han undervisade efteråt vid Tiranas konstakademi.
Agim Zajmi har en expressiv stil i sin konst, vissa målningar är kubistiska.